# Mausoleo di Galla Placidia
Il mausoleo di Galla Placidia risale alla prima metà del V secolo, all’incirca dopo il 425 d.C., e si trova a Ravenna poco distante dalla Basilica di San Vitale.
La sua identificazione funzionale con un edificio funebre e quella della sua committente, l'imperatrice Galla Placidia, sono ampiamente diffuse in ambiente accademico, ma non vi è certezza di nessuna delle due: l'edificio potrebbe essere stato una semplice cappella pertinente alla chiesa di Santa Croce, cui era collegata con un nartece poi andato distrutto, come un martyrium o un oratorio.
Il mausoleo è inserito, dal 1991, nella lista dei siti italiani patrimonio dell'umanità dall'UNESCO, all'interno del sito seriale "Monumenti paleocristiani di Ravenna". 
Secondo la tradizione Galla Placidia, figlia di Teodosio, reggente dell'Impero romano d'Occidente per il figlio Valentiniano III, avrebbe fatto costruire questo mausoleo per sé, il marito Costanzo III e il fratello Onorio. Tale tradizione non è confermata da dati documentari ed è riportata come tradizione orale da Agnello Ravennate nel suo Liber pontificalis ecclesiae ravennatis. Quasi certamente non fu comunque utilizzato come mausoleo di Galla Placidia, poiché le fonti riportano come essa morì a Roma nel 450 e lì fu sepolta nel Mausoleo onoriano.
Secondo una versione assai poco probabile, forse una leggenda, la salma di Galla, imbalsamata per sua espressa volontà, sarebbe stata riportata a Ravenna e collocata in un sarcofago nel mausoleo dove, per più di un millennio, la si sarebbe potuta osservare attraverso una feritoia finché un giorno, nel 1577, un visitatore disattento, per vedere meglio, avrebbe avvicinato troppo la candela alle vesti dell'imperatrice, mandando tutto a fuoco.
Tuttavia è generalmente accettato che tale costruzione sia un mausoleo imperiale annesso alla chiesa di Santa Croce, secondo un modello documentato sia a Roma (mausoleo di Santa Costanza) che a Costantinopoli.
Infatti l'edificio, in origine era collegato con un portico, ora perduto, alla chiesa della quale oggi rimangono pochi resti.
In seguito fu probabilmente un oratorio dedicato a san Lorenzo e ai santi Nazario e Celso.
La cupola con il suo cielo stellato, sembra essere stata fonte d’ispirazione per il compositore Cole Porter, durante il suo viaggio di nozze, per la creazione del noto brano Night and Day.

## Architettura esterna ed interna

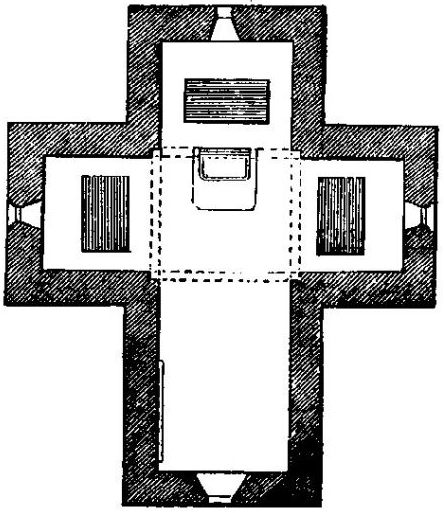
Pianta del mausoleo

La pianta del piccolo edificio presenta una forma a croce latina, poiché la navata centrale è leggermente più lunga rispetto al transetto, che non la interseca alla metà.
Esternamente l'edificio ha un paramento in semplice laterizio con la cupola nascosta da un tiburio a base quadrata, che si sopraeleva sulla copertura a tetto a due spioventi dei quattro bracci. Anche qui come in altri monumenti ravennati, la subsidenza ha abbassato la struttura originaria di 1,5 metri. Le poche decorazioni esterne sono la pigna posta sulla sommità, la cornice e le arcate cieche apparentemente prive dello zoccolo di base, che movimentano le pareti ad eccezione del braccio settentrionale lì dove si apre l'ingresso, e il fregio posto sopra il portale d'ingresso, raffigurante due felini che si affrontano ai lati di un cratere a volute, tra rami di vigna carichi di grappoli d'uva.
L'interno è decorato da un ciclo di mosaici, fra i più antichi della città essendo datati al secondo quarto del V secolo. Alla fine dei bracci si trovano tre sarcofagi in marmo, di epoca romana quello del braccio centrale, del IV e V secolo i due posti nei bracci laterali.
La cupola centrale domina lo spazio interno, affiancata sui lati da quattro lunette. Altre quattro lunette si trovano alle estremità dei bracci, mentre i bracci hanno volte a botte. La rappresentazione escatologico-apocalittica del sepolcro cristiano non è in asse con l'ingresso dell'oratorio che è nella direttrice nord-sud, ma è in asse con l'orientazione cristiana , in quanto la croce ha la testa verso occidente e il piede verso oriente; la croce quindi va da oriente ad occidente come Cristo sole di giustizia e di redenzione..

## Mosaici
Poiché Galla Placidia soggiornava frequentemente a Costantinopoli, si potrebbe ritenere che l'artista incaricato dei mosaici fosse bizantino. Forse è più corretto pensare ad una partecipazione di maestranze di diversa provenienza, perché la volumetria realistica delle figure di san Lorenzo (lunetta di fondo) e del Buon Pastore (sopra l'ingresso del sacello) rimanda più a un ambito romano-occidentale che alle figure ieratiche e ai volumi privi di consistenza dello stile bizantino-orientale. Anche grazie ai costanti restauri operati nei secoli scorsi, i mosaici oggi si presentano estremamente ben conservati.
La cupola è dominata dalla Croce in una volta di stelle di grandezza decrescente verso l'alto, su sfondo blu, secondo un modello che durerà per tutto il Medioevo. La rappresentazione del cielo notturno continua senza soluzione di continuità verso i quattro pennacchi dove viene rappresentato il tetramorfo: i simboli sono nel testo del  Libro di Ezechiele (1, 10; 1, 26) e nell'Apocalisse di Giovanni (4), non ancora però simboli degli evangelisti, un'assimilazione iconografica che avverrà solo nel VI secolo.
Le lunette della cupola presentano coppie di Apostoli, con le braccia alzate in adorazione verso il centro ideale dell'edificio, la Croce. Tra gli Apostoli si distinguono san Pietro con la chiave sulla sinistra e, di fronte a lui, san Paolo. Le colombe, sul prato tra gli Apostoli, simboleggiano le anime di fronte alla fonte della grazia divina. Al centro si aprono le finestre, coperte con lastre translucide di alabastro; anche la luce, come in tutta l'arte ravennate, rivestiva qui un ruolo simbolico di rappresentazione di Dio.
Le volte a botte e gli archi dei bracci sono riccamente decorati con festoni di fiori e frutta e intrecci geometrici.
Nella lunetta sopra l'ingresso si trova una raffigurazione del Buon Pastore (simbolo del Cristo), imberbe, seduto su una roccia e circondato da pecore che si rivolgono tutte verso di lui in un prato idilliaco squillante di tessere verdi (ai lati del Buon Pastore i due gruppi di pecorelle sono disposti secondo una struttura a chiasmo). Si tratta di una delle prime testimonianze di questo soggetto iconografico in sede monumentale (molto comune invece era nelle catacombe), influenzato dalla tradizione classica del mito di Orfeo. Particolare però è che qui il Pastore vesta tunica e mantello, cioè abiti di tipo imperiale, attestando un comune schema di assimilazione delle caratteristiche iconografiche dell'imperatore a quelle del Cristo.
Nella lunetta opposta San Lorenzo sulla graticola entra correndo dalla destra, recando una larga Croce sulla spalla, mentre con l'altra mano regge un libro aperto su cui è espressa una scrittura recante tanti quadratini staccati l'uno dall'altro: è la scrittura ebraica. Egli si rivolge alla graticola sul pavimento e a un armadietto che contiene i Vangeli i quali sono simboli della Fede. Il santo è rappresentato mentre si avvicina al martirio (festinat ad martyrium si leggeva spesso nei racconti agiografici). La raffigurazione, invero singolare, è stata a lungo identificata con quella del santo martirizzato sulla graticola, anche per il culto di cui era onorato a Ravenna. È stato anche proposto tuttavia che non si tratti di San Lorenzo bensì del Cristo, pettinato alla siriana, che indica i quattro Vangeli come simbolo della Verità, mentre sulla graticola bruciano libri eretici. Recentemente, con l'ausilio della narrazione agostiniana della morte della madre Monica e di altre fonti patristiche e liturgiche antiche, è stata avanzata l'ipotesi che l'intero apparato musivo del Mausoleo in realtà raffiguri le diverse fasi della liturgia cristiana antica del Commiato: la domanda di purificazione e di perdono durante la processione funebre e davanti al sepolcro del defunto troverebbe la sua raffigurazione nella figura virile che corre verso la graticola che in realtà sarebbe Re Davide/Cristo che getta sul fuoco il libro dei peccati ed indica i vangeli come unica via verso il Signore; la preghiera di deposizione del corpo nella tomba, con l'esaltazione del Refrigerium dell'anima nel paradiso, accolta dagli Apostoli e dai Santi trova esplicitazione nelle lunette e nella cupola stellata e il saluto finale al defunto affidandolo al buon pastore si vede nella lunetta sulla porta di ingresso.
Nelle lunette laterali sono collocati cervi fra tralci di arbusti che si abbeverano (soggetto iconografico derivato da un passo del Salmo XLII, 1-2: come la cerva assetata cerca un corso d'acqua, anch'io vado in cerca di te, di te, mio Dio). Sono presenti pure colombe che bevono alla fonte, simbolo delle anime cristiane che si abbeverano alla grazia divina.

## La visione di Jung
Lo psicologo Carl Gustav Jung visitò per due volte il mausoleo. Durante la sua seconda visita ebbe al suo interno come una visione che egli racconta nel suo libro Ricordi, sogni, riflessioni.
()

## Galleria d'immagini

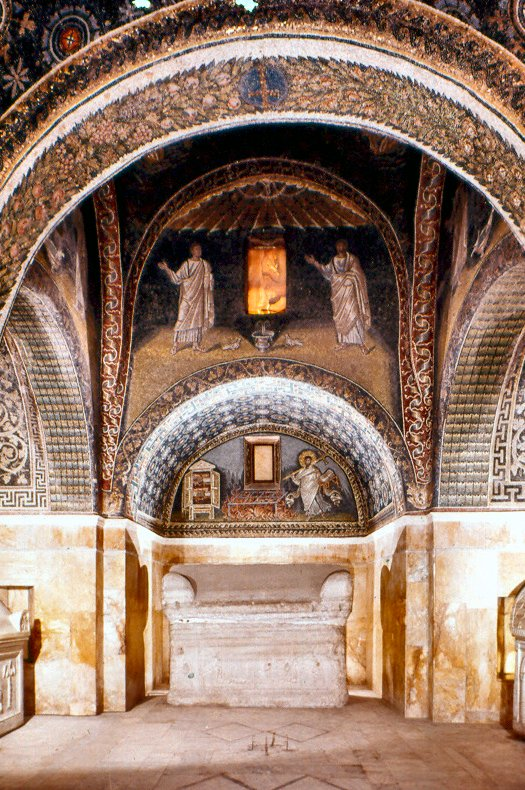
Interno
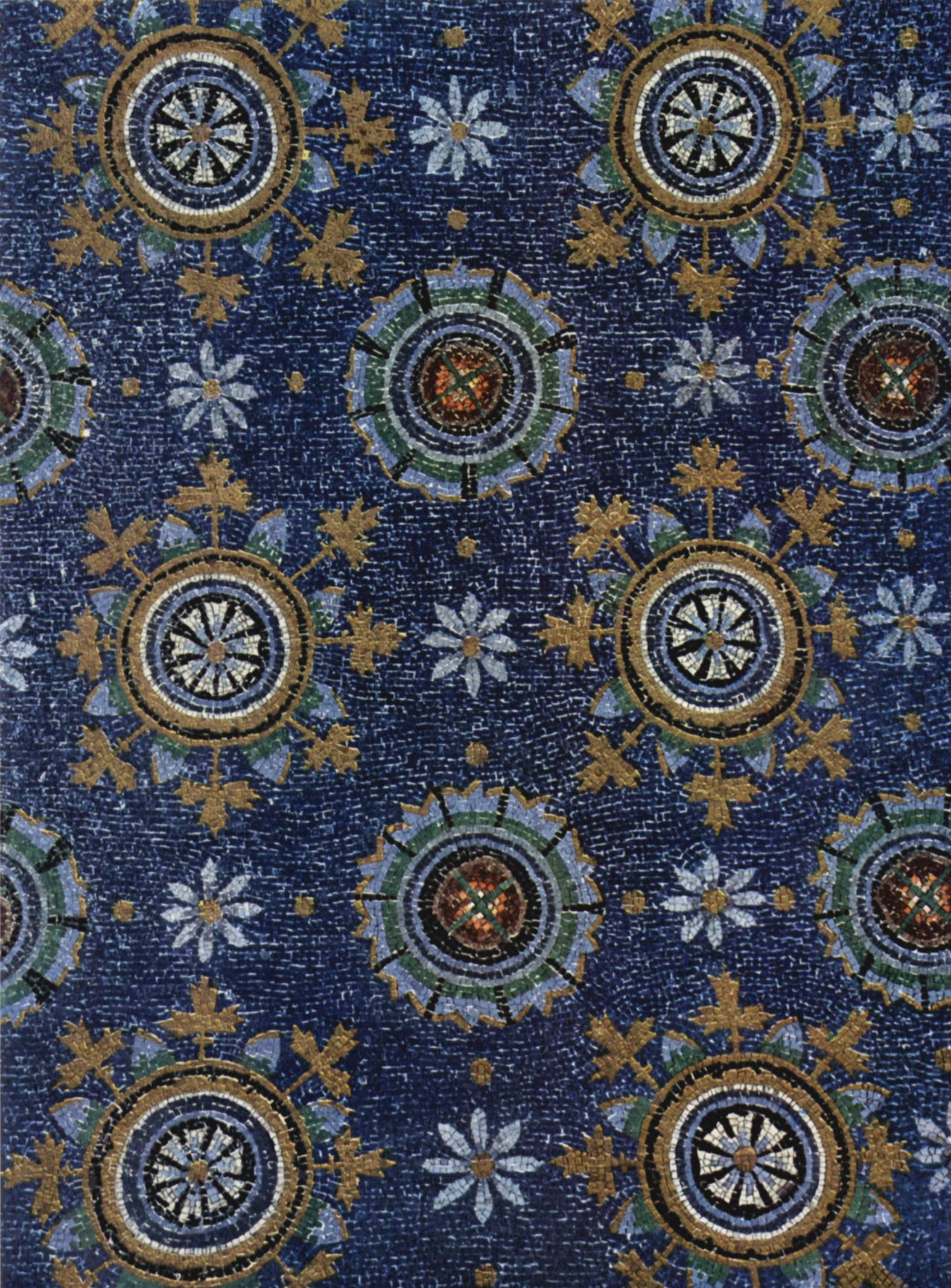
Decorazione della volta con fiori stilizzati
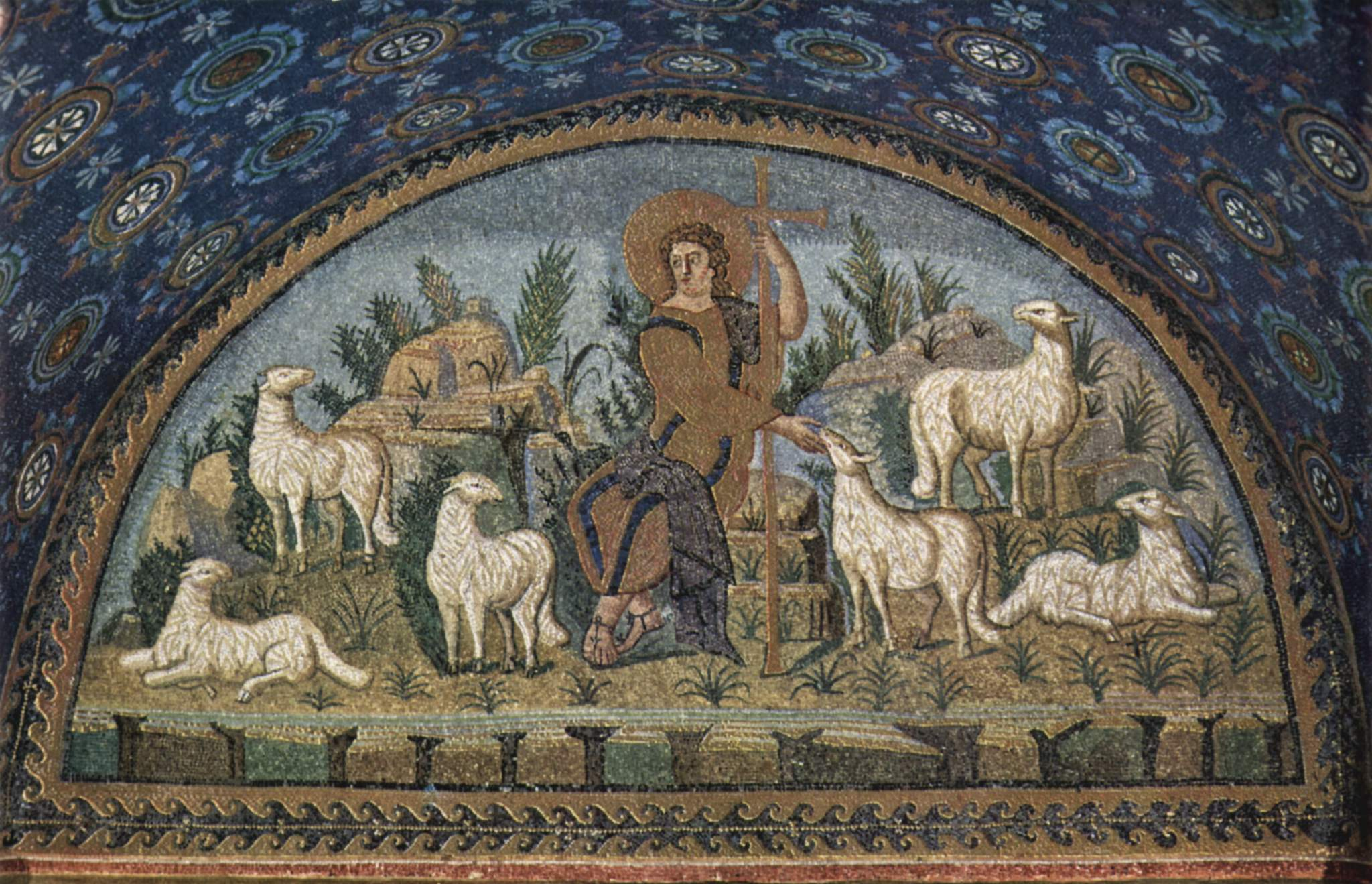
Lunetta del "buon Pastore"
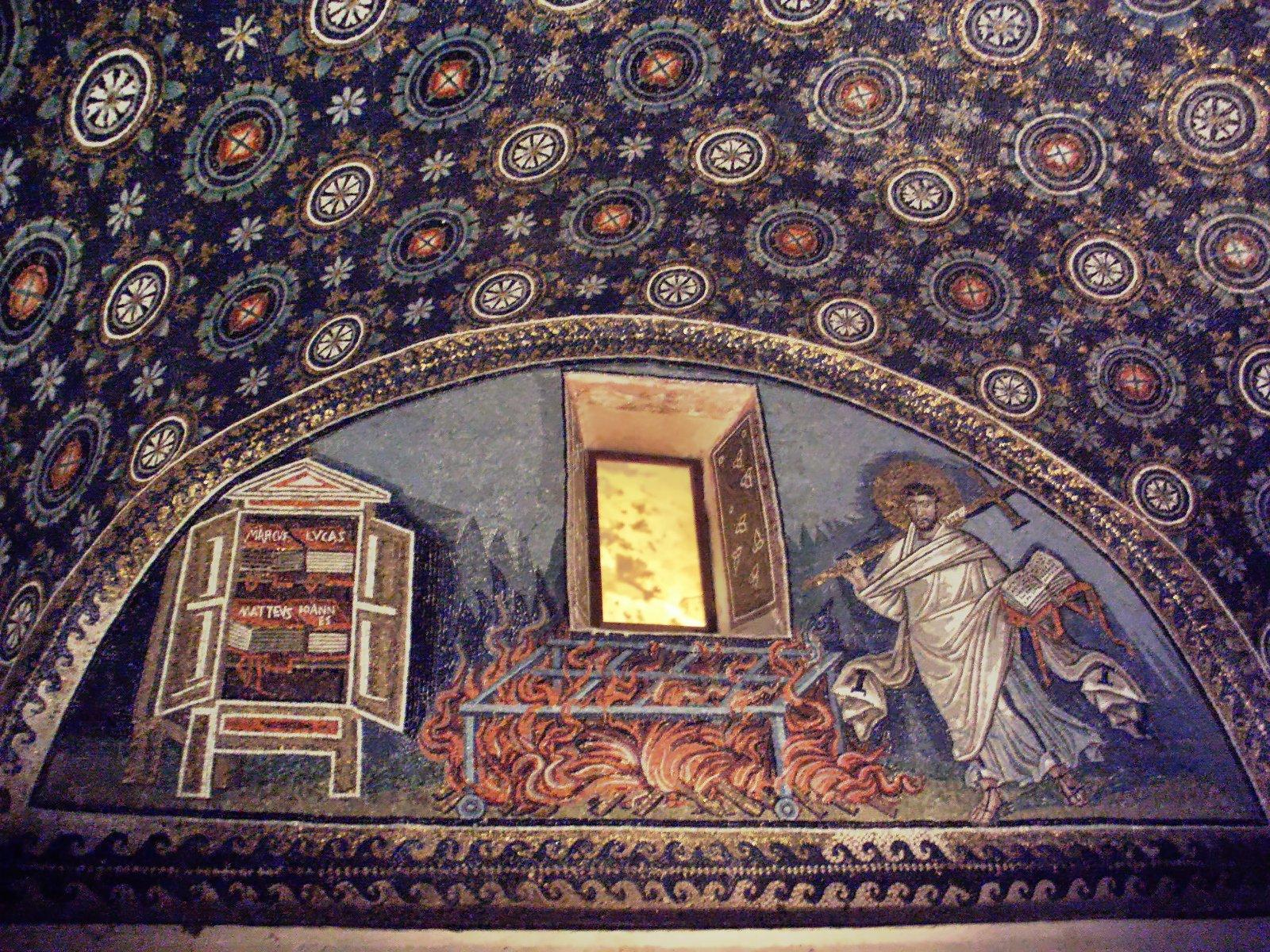
Lunetta del martirio di san Lorenzo
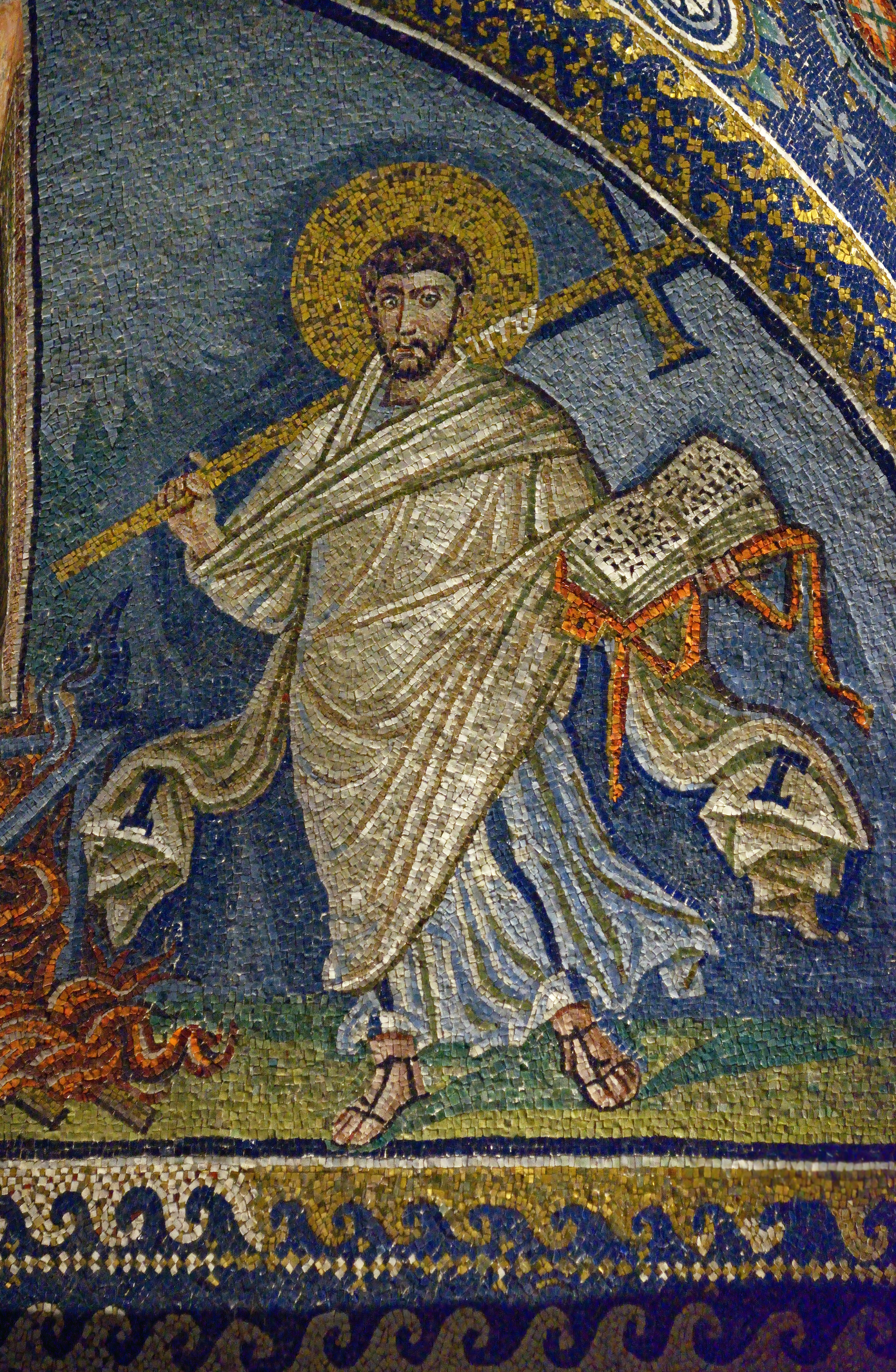
San Lorenzo
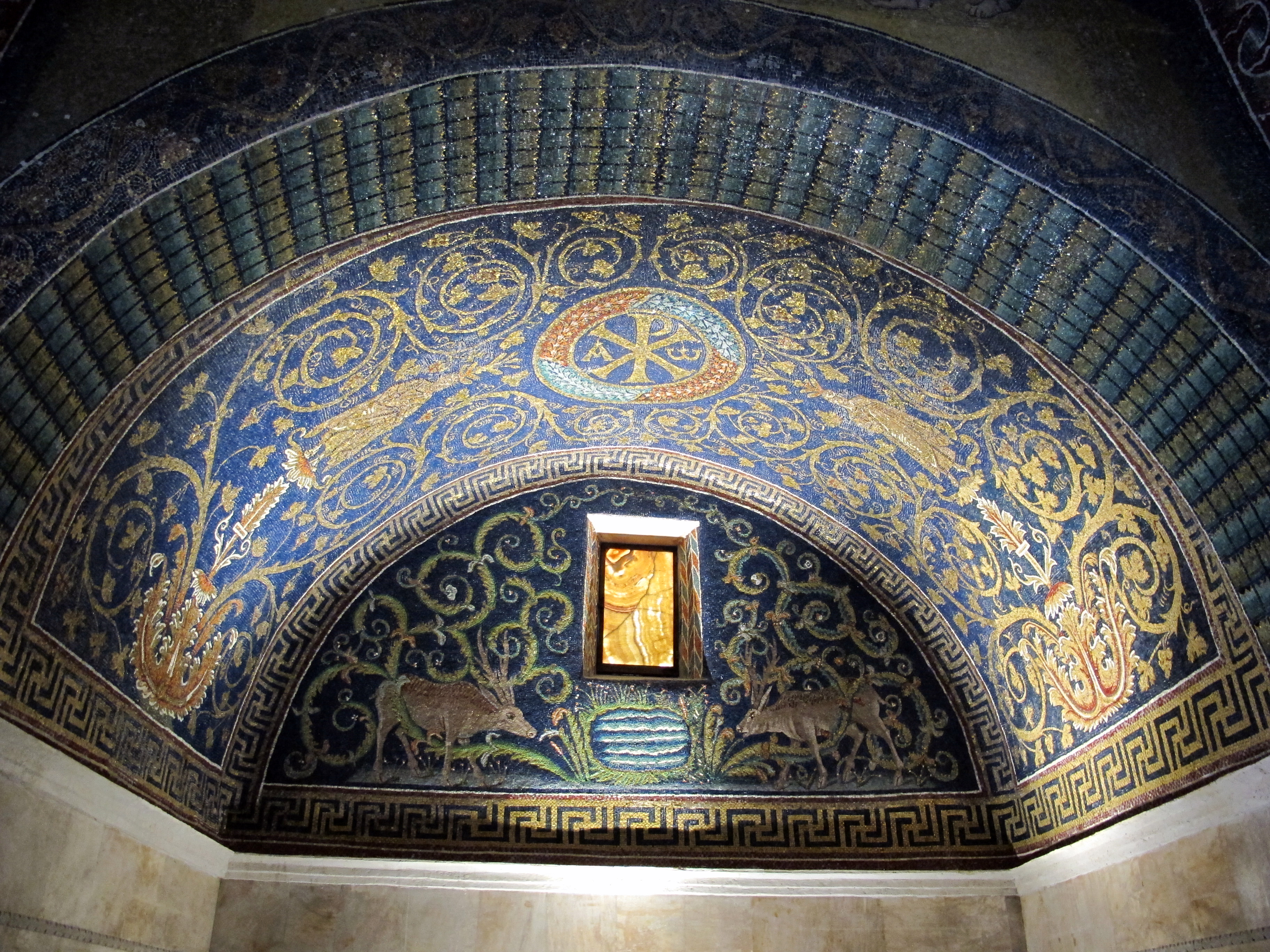
Lunetta dei cervi alla fonte